# Helicopis santaremensis
Helicopis santaremensis är en fjärilsart som beskrevs av Le Moult 1939. Helicopis santaremensis ingår i släktet Helicopis och familjen Riodinidae. Inga underarter finns listade i Catalogue of Life.